# 拉哈拉 (科罗拉多州)
拉哈拉（英語：La Jara），是美国科罗拉多州科内霍斯县下属的一座城市。建市于1910年11月11日，面积大约为0.354平方英里（0.917平方公里）。根据2010年美国人口普查，该市有人口818人。2011年估计该市有人口822人，相比2010年人口增长率为0.49%。同时，论人口该市是科罗拉多州第159大城市。